# アンディ・ウェブスター
アンディ・ウェブスター（Andy Webster, 1982年4月23日 - ）は、スコットランド、ダンディー出身の元同国代表サッカー選手。現役時代のポジションはディフェンダー（CB）。

## 所属クラブ
- アーブロースFC 1999-2001
- ハート・オブ・ミドロシアンFC 2001-2006
- ウィガン・アスレティックFC 2006-2008

→ レンジャーズFC 2007-2008（レンタル移籍）
- レンジャーズFC 2008-2011.2

→ ブリストル・シティFC 2008（レンタル移籍）
→ ダンディー・ユナイテッドFC 2009-2010（レンタル移籍）
- ハート・オブ・ミドロシアンFC 2011.2-2013
- コヴェントリー・シティFC 2013-2015
- セント・ミレン 2015-2017